# 赉瑚尔
赉瑚尔（1562年—1587年），蒙古大汗达延汗的玄孙，格哷森札札赉尔（喀尔喀部的祖先）的曾孙。巴延达喇的儿子，一说赉瑚尔是巴延达喇的弟弟。
赉瑚尔继承父祖掌管外喀尔喀右翼（札萨克图汗部），1586年，左翼之长阿巴岱被三世达赖赠与瓦齐赉赛音汗之号。阿巴岱于是立赉瑚尔为右翼之汗。1587年，发生了库博克儿（今蒙古国前杭爱省境内）之战，赉瑚尔被瓦剌人所杀，其子素巴第即位。次子乌巴岱。

### 书目
- 《清史稿·列传三百八 藩部传四》